# 西吉尔镇
西吉尔镇，是中华人民共和国新疆维吾尔自治区昌吉回族自治州木垒哈萨克自治县下辖的一个乡镇级行政单位。

## 行政区划
西吉尔镇下辖以下地区：
水磨沟村、屯庄村、果树园子村和西吉尔村。